# Smilovy Hory
Smilovy Hory település Csehországban, a Tábori járásban. Smilovy Hory Běleč, Rodná, Vilice, Bradáčov, Pojbuky, Mladá Vožice, Těchobuz, Načeradec és Mezilesí településekkel határos. Lakosainak száma 351 fő (2024. január 1.).

## Népesség
A település lakosságának változását az alábbi diagram mutatja:
| Lakosok száma | 1669 | 1581 | 1302 | 911  | 617  | 441  | 365  | 367  | 346  | 351  |
|               | 1869 | 1890 | 1921 | 1950 | 1980 | 2001 | 2017 | 2019 | 2022 | 2024 |